# Justice (cuirassé)
Pour les articles homonymes, voir Justice (homonymie).
La Justice est un cuirassé de la marine française construit à La Seyne-sur-Mer à partir de 1902.

C'est un cuirassé de type Pré-Dreadnought de la Classe Liberté.

## Actions de guerre
Le 16 août 1914, la Justice participe à un engagement contre un petit croiseur et un contre-torpilleur autrichien, respectivement le Zenta et le Ulan à la bataille d'Antivari (actuel Bar). Lors du combat, un obus explose prématurément dans un de ses dix canons de 194 mm. Le fût en est détruit.
En mars 1919, le cuirassé subit des mutineries de la mer Noire pendant la guerre civile russe et fait partie de la section de débarquement contre l'Armée rouge. En mai 1919, à la suite de l'évacuation de Sébastopol, la Justice doit prendre en remorque le cuirassé Mirabeau, endommagé à la suite d'un échouement, jusqu'à Toulon.

## Autres actions
Le 30 décembre 1908, après un tremblement de terre à Messine, la Justice participe au secours des sinistrés.

Le 12 septembre 1909, pour le tricentenaire de la découverte du fleuve Hudson, il fait la traversée de Brest à New York à 17 nœuds de moyenne.

Le 25 septembre 1911, le navire participe au sauvetage de l'équipage du cuirassé Liberté, endommagé à la suite de l'explosion d'une de ses soutes à munitions.

Parade navale à New-York - Tricentenaire du fleuve Hudson - Septembre 1909
Le cuirassé Justice - Vue 3/4 avant
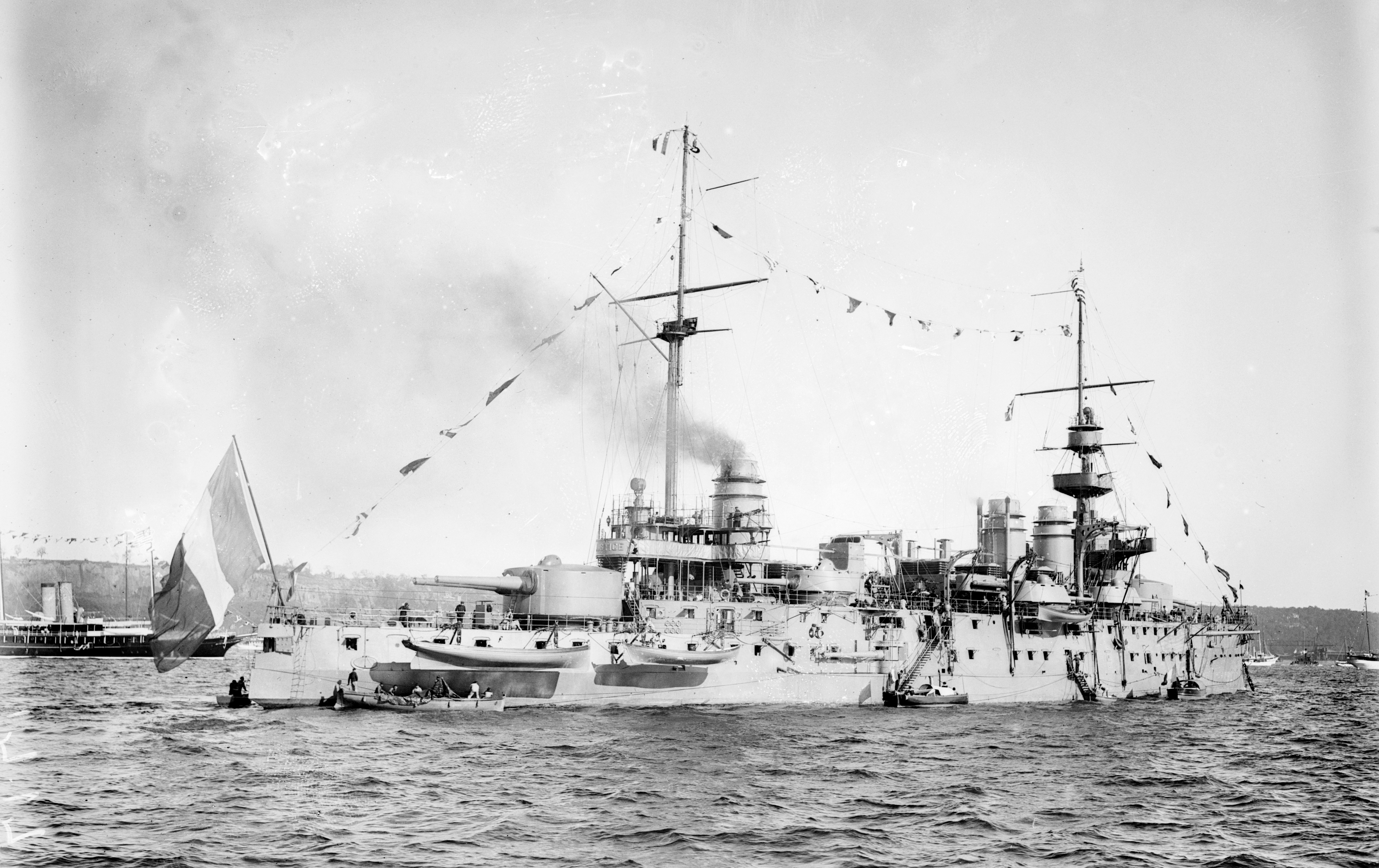
Le cuirassé Justice - Vue 3/4 arrière

## Incidents de bord
Le 26 octobre 1911, la Justice est obligée de noyer ses soutes à la suite d'un incendie dans une de ses réserves à munitions.

Le 20 décembre 1913 et le 17 août 1914, par deux fois, le navire entre en collision avec le cuirassé Démocratie. La première fois des avaries légères sont à déplorer. La seconde fois, l'abordage entraîne la casse de son gouvernail ainsi que de son hélice centrale.

## Mise en réserve
En juillet 1919, la Justice est mise en réserve et est affectée aux écoles de l'Océan. Placée en réserve spéciale en avril 1920, elle est finalement désarmée définitivement en juillet 1920.

Le 29 novembre 1921, ce navire est condamné puis vendu pour démolition à Brest le 30 décembre 1921.